# 王含 (蜀漢)
王 含（おう がん、生没年不詳）は、中国三国時代の蜀漢の武将。

## 生涯
炎興元年（263年）、蜀漢が魏の侵攻を受けた際に、監軍として兵五千を率い、楽城を守備していた。楽城は李輔の兵一万に包囲され、さらに鍾会の攻撃を受けたが、終戦まで陥落することなく持ち堪えた。
同年11月、鄧艾が成都に迫ると、蜀漢の皇帝劉禅は降伏（蜀漢の滅亡）。剣閣を守る姜維、漢城を守る蔣斌らは鍾会の元へ降伏したが、王含のその後の動向は不明。

### 三国志演義における王含
小説『三国志演義』では第113回で初登場。姜維の北伐に従い、命によって祁山に陣営を築いたが、その場所には鄧艾が地下道を通しており、魏軍の夜襲を受けて敗れた。
その後は楽城を守備した点は史実と同じだが、劉禅降伏に先立ち、蔣斌と共に魏に降ったこととなっている。